# Tocantinsia piresi
Tocantinsia piresi is een straalvinnige vissensoort uit de familie van de houtmeervallen (Auchenipteridae). De wetenschappelijke naam van de soort is voor het eerst geldig gepubliceerd in 1920 door Miranda Ribeiro.